# Michaił Michin
Michaił Iwanowicz Michin (ros. Михаил Иванович Михин, ur. 25 października 1923 we wsi Bor-Forpost w guberni tomskiej (obecnie w Kraju Ałtajskim), zm. 25 marca 2007 w Petersburgu) – radziecki lotnik wojskowy, generał major lotnictwa, Bohater Związku Radzieckiego (1953).

## Życiorys
Urodził się w rodzinie chłopskiej. Skończył 9 klas szkoły średniej nr 30 w Ałma-Acie i aeroklub w Ałma-Acie, w czerwcu 1941 został powołany do Armii Czerwonej, uczył się w wojskowej lotniczej szkole pilotów w Czkałowie (obecnie Orenburg), a 1942-1944 w Stalingradzkiej Wojskowej Lotniczej Szkole Pilotów. W grudniu 1944 został lotnikiem-instruktorem 4 Zapasowej Brygady Lotniczej Sił Wojskowo-Powietrznych Północnokaukaskiego Okręgu Wojskowego, szkolił pilotów myśliwców dla frontu, od stycznia 1946 służył w pułku lotnictwa myśliwskiego Bakijskiej Armii Obrony Przeciwlotniczej jako dowódca klucza, zastępca dowódcy i dowódca eskadry. W marcu 1952 w składzie pułku przybył do północnych Chin, a w sierpniu 1952 do Korei, biorąc udział w wojnie koreańskiej. Do końca tej wojny wykonał 140 lotów bojowych i stoczył 39 walk powietrznych, w których zestrzelił 9 (wg innych danych 11) samolotów przeciwnika, a 3 samoloty uszkodził. Po powrocie do ZSRR w lipcu 1953 został zastępcą dowódcy 518 pułku lotnictwa myśliwskiego, w 1955 ukończył centralne kursy doskonalenia kadry oficerskiej i został dowódcą pułku, a w 1958 zastępcą dowódcy dywizji lotnictwa myśliwskiego 10 Armii Obrony Przeciwlotniczej w Archangielsku. W 1966 został zastępcą szefa lotnictwa 6 Samodzielnej Armii Obrony Przeciwlotniczej w Leningradzie, w 1973 ukończył Wojskową Akademię Tyłów i Transportu, później służył na stanowiskach sztabowych, w 1980 został zwolniony do rezerwy w stopniu generała majora lotnictwa.

## Odznaczenia
- Złota Gwiazda Bohatera Związku Radzieckiego (14 lipca 1953)
- Order Lenina (dwukrotnie - 6 października 1952 i 14 lipca 1953)
- Order Czerwonego Sztandaru (16 października 1957)
- Order Czerwonej Gwiazdy (trzykrotnie - 4 czerwca 1954, 30 grudnia 1956 i 29 kwietnia 1957)
- Order „Za służbę Ojczyźnie w Siłach Zbrojnych ZSRR” III klasy (21 lutego 1978)
- Medal „Za zasługi bojowe” (19 listopada 1951)

I inne.